# Батлер, Джозеф
Джо́зеф Ба́тлер  (англ. Joseph Butler) — английский философ-моралист. Англиканский епископ Бристоля (1738-50) и Дарема (1750-52). Причислен англиканской церковью к лику святых.

## Биография
Выпускник Оксфордского университета (Ориел-колледж). В 1718 году после получения степени и посвящения стал читать проповеди в церквях Лондона. В 1738 году занял епископскую кафедру. С 1740 по 1750 годы — настоятель собора Святого Павла. С 1746 года — духовник (Clerk of the Closet) короля Георга II. По преданию, на предложения возглавить всю англиканскую церковь отвечал отказом.

## Взгляды
Критик психологического гедонизма и эгоизма. Предложил своеобразную концепцию нравственного сознания. Внёс существенный вклад в развитие деонтологической этики. Исследователи отмечают стремление Батлера заниматься такими теоретическими вопросами, которые затрагивают моральные решения людей. Его рассмотрение устройства мира в целом и устройства человеческой природы призвано защитить добродетель во времена моральной распущенности. Он встает на защиту религии во времена равнодушного и скептического к ней отношения. Предлагая два способа рассмотрения моральных вопросов (способ, начинающий с рассмотрения абстрактных отношений вещей, и способ, идущий от наблюдения и изучения фактов), он считает последний способ наиболее подходящим. Подлинная добродетель заключается в действии, согласованном со всем устройством природы. И в этом устройстве «совесть» является высшим авторитетом.
В 1736 году выпустил свою самую известную книгу (The Analogy of Religion, Natural and Revealed, to the Constitution and Course of Nature), направленную против деизма. Он демонстрировал, что естественная религия, или религия, основанная на разуме, — за которую ратовали деисты — ничуть не лучше, чем религия откровения. Историк Уилл Дюрант утверждает, что эта книга «целый век оставалась главным христианским доводом против неверия».